# Parlin (powiat płoński)
Parlin – wieś sołecka w Polsce położona w województwie mazowieckim, w powiecie płońskim, w gminie Czerwińsk nad Wisłą.
Wieś duchowna Parlino położona była w drugiej połowie XVI wieku w powiecie sąchockim ziemi ciechanowskiej województwa mazowieckiego. W latach 1975–1998 miejscowość należała administracyjnie do województwa płockiego.